# Campeonato Mundial de Esgrima de 1932
El X Campeonato Mundial de Esgrima se celebró en Copenhague (Dinamarca) en 1932 bajo la organización de la Federación Internacional de Esgrima (FIE) y la Federación Danesa de Esgrima.

## Medallistas

### Femenino
| Evento              | Oro                                                                                   | Plata                                                                                                   | Bronce                                                                           |
| ------------------- | ------------------------------------------------------------------------------------- | --- | -------------------------------------------------------------------------------- |
| Florete por equipos | Ulla Barding Aase Holgersen Inger Klingt Gerda Munck Grete Olsen Mitzi With Dinamarca | Grete Friedmann · Elisabeth Grasser · Ellen Preis · Frieda von Gregurich · Friedrieke Wenisch · Austria | Roething Lindinger · Tilly Merz · Erna Sondheim · Rotraud von Wachter · Alemania |

## Medallero
| Núm. | País      | Oro | Plata | Bronce | Total |
| ---- | --------- | --- | ----- | ------ | ----- |
| 1    | Dinamarca | 1   | 0     | 0      | 1     |
| 2    | Austria   | 0   | 1     | 0      | 1     |
| 3    | Alemania  | 0   | 0     | 1      | 1     |
|      | TOTAL     | 1   | 1     | 1      | 12    |